# Novothymbris hinemoa
Novothymbris hinemoa är en insektsart som beskrevs av Myers 1923. Novothymbris hinemoa ingår i släktet Novothymbris och familjen dvärgstritar. Inga underarter finns listade i Catalogue of Life.